# 쁘라파와디 짜른라따나타라꾼
쁘라파와디 짜른라따나타라꾼(태국어: ประภาวดี เจริญรัตนธารากูล, 1984년 5월 29일~)은 태국의 역도 선수로 본명은 짠핌 깐타띠안(태국어: จันทร์พิมพ์ กันทะเตียน)이다. 2008년 하계 올림픽 여자 페더급 종목에서 금메달을 획득했다. 

## 상훈
- 디렉쿠나폰 훈장 4등급(2009년)